# علیرضا اسپهبد
علیرضا اسپهبد (زاده ۱۳۳۰ در محله شاپور تهران – درگذشته ۵ اسفند ۱۳۸۵), از نقاشان و طراحان معاصر ایرانی بود.
اسپهبد پس از پایان تحصیلات در تهران راهی انگلستان شد و تحصیل نقاشی را در این کشور به پایان برد. حاصل سال‌ها نقاشی نمایشگاه‌های متعددی بوده‌است که در ایران و خارج از ایران برگزار کرده‌است. یکی از مشهورترین آثار اسپهبد طرح جلد ثابت مجموعه اشعار احمد شاملو بود. وی همچنین طراح مجله «کتاب جمعه» به سردبیری شاملو بود.

## در ادبیات
احمد شاملو شعر «بچه‌های اعماق»‌ را که برای احمد زیبرم سروده شده، به علیرضا اسپهبد تقدیم کرده‌است. بخش آغازین این شعر به صورت زیر است:
در شهرِ بی‌خیابان می‌بالند
در شبکه‌ی مورگی پس‌کوچه و بُن‌بست،
آغشته‌ی دودِ کوره و قاچاق و زردزخم
قابِ رنگین در جیب و تیرکمان در دست،
‌
بچه‌های اعماق
بچه‌های اعماق
....